# Fires Were Started
Fires Were Started är en brittisk dramadokumentär från 1943 i regi av Humphrey Jennings.
Filmen skildrar brandmännens insatser under Londonblitzen i början av  andra världskriget. Jennings använde amatörer och riktiga brandmän när han återskapade händelserna i filmen.
1999 placerade British Film Institute filmen på 89:e plats på sin lista över de 100 bästa brittiska filmerna genom tiderna.

## Rollista i urval
- Philip Dickson - Walters
- George Gravett - Dykes
- Fred Griffiths - Johnny Daniels
- Johnny Houghton - S.H. Jackson
- Loris Rey - J. Rumbold
- William Sansom - Brandman